# Liste der Bodendenkmäler in Lauben (Unterallgäu)
Auf dieser Seite sind die Bodendenkmäler in der schwäbischen Gemeinde Lauben zusammengestellt. Diese Tabelle ist eine Teilliste der Liste der Bodendenkmäler in Bayern. Grundlage ist die Bayerische Denkmalliste, die auf Basis des Bayerischen Denkmalschutzgesetzes vom 1. Oktober 1973 erstmals erstellt wurde und seither durch das Bayerische Landesamt für Denkmalpflege geführt wird. Die folgenden Angaben ersetzen nicht die rechtsverbindliche Auskunft der Denkmalschutzbehörde.

## Bodendenkmäler der Gemeinde Lauben

### Bodendenkmäler in der Gemarkung Frickenhausen
| Lage                     | Objekt | Akten-Nr.     | Bild |
| ------------------------ | --- | ------------- | ---- |
| Frickenhausen (Standort) | Burgstall des Mittelalters und abgegangene mittelalterliche Kapelle St. Mauritius.                                                                                 | D-7-7927-0007 |      |
| Frickenhausen (Standort) | Mittelalterliche und frühneuzeitliche Befunde im Bereich der Evangelisch-Lutherischen Pfarrkirche St. Vitus in Frickenhausen, darunter Burgstall des Mittelalters. | D-7-7927-0008 |      |
| Frickenhausen (Standort) | Erdwerk vor- und frühgeschichtlicher oder mittelalterlicher Zeitstellung.                                                                                          | D-7-7927-0009 |      |
| Frickenhausen (Standort) | Töpferei der frühen Neuzeit. | D-7-7927-0082 |      |
| Frickenhausen (Standort) | Frühneuzeitliche Befunde im Bereich des ehemaligen Schlosses in Frickenhausen.                                                                                     | D-7-7927-0083 |      |

### Bodendenkmäler in der Gemarkung Günz
| Lage            | Objekt                             | Akten-Nr.     | Bild |
| --------------- | ---------------------------------- | ------------- | ---- |
| Günz (Standort) | Siedlung der römischen Kaiserzeit. | D-7-7927-0034 |      |

### Bodendenkmäler in der Gemarkung Lauben
| Lage              | Objekt | Akten-Nr.     | Bild |
| ----------------- | --- | ------------- | ---- |
| Lauben (Standort) | Burgstall des Mittelalters. | D-7-7927-0019 |      |
| Lauben (Standort) | Mittelalterliche und frühneuzeitliche Befunde im Bereich der Evangelisch-Lutherischen Pfarrkirche Unserer Lieben Frauen in Lauben und ihrer Vorgängerbauten. | D-7-7927-0020 |      |